# Malleus Maleficarum
Malleus Maleficarum (letteralmente "Il martello delle malefiche", cioè "delle streghe") è un trattato in latino pubblicato nel 1487 dal frate domenicano Heinrich Kramer con la collaborazione del confratello Jacob Sprenger, allo scopo di reprimere in Germania l'eresia, il paganesimo e la stregoneria.
È il più noto dei tre principali trattati pubblicati sulla questione alla fine del XV secolo: gli altri due furono il Formicarius di Johannes Nider (1475, composto tra il 1436 e il 1437) e il De lamiis et pythonicis mulieribus ("Delle streghe e delle indovine") di Ulrich Molitor (1489).
Vide la luce nel momento in cui la stregoneria cominciava a essere vista come una forma di satanismo.

## Storia
Nel 1484 papa Innocenzo VIII emanò la bolla Summis desiderantes affectibus, con la quale diede ai frati domenicani Heinrich Kramer e Jacob Sprenger pieni poteri in alcune regioni della Germania per svolgere incontrastati la loro opera di inquisitori contro il delitto di stregoneria. Il Malleus Maleficarum riproduce in apertura la bolla pontificia ed è introdotto da una Approbatio (approvazione) attribuita a una commissione di teologi dell'Università di Colonia.
Per questo si è ritenuto talvolta erroneamente che il Malleus Maleficarum discendesse dall'espressa volontà papale. In realtà il più famoso manuale antistregoneria è posteriore di tre anni alla bolla pontificia, che è totalmente avulsa dal trattato: gli autori utilizzarono la bolla per imporre una visione fino a quel momento molto personale della stregoneria e del modo per contrastarla. La stessa Approbatio si è rivelata un falso, solo in tempi recenti smascherato, prodotto con la connivenza di un notaio compiacente, che all'epoca contribuì a dare al trattato l'imprimatur di opera teologicamente ineccepibile.
Molte eminenti personalità coeve alla pubblicazione del Malleus Maleficarum, anche in seno al cattolicesimo, dubitavano dell'esistenza delle streghe, considerando tali credenze delle mere superstizioni; ve ne erano però altrettante, che invece credevano nei poteri soprannaturali di maghi, streghe e stregoni, poteri donati dal diavolo. A riprova di ciò nel Malleus Maleficarum i due frati domenicani rimproverano aspramente tutti coloro, soprattutto religiosi, che minimizzano le credenze popolari reputandole superstizioni, mettendo a tacere il dissenso fin dalla prima proposizione: «affermare l'esistenza degli stregoni è così cattolico al punto che affermare ostinatamente l'opposto [è] eretico? Per loro, sembrerebbe di sì».
Il Malleus Maleficarum non fu mai adottato ufficialmente dalla Chiesa cattolica, ma non fu neppure mai inserito nell'indice dei libri proibiti, come, ad esempio, il Manuale dell'inquisitore di Eliseo Masini, o la successiva Démonomanie des Sorciers di Jean Bodin, che al Malleus Maleficarum, per molti aspetti si rifaceva. Riscosse i consensi della quasi totalità degli inquisitori e di autorevoli ecclesiastici, nonché di giudici dei tribunali statali (o secolari), tanto che ne vennero pubblicate trentaquattro edizioni e oltre trentacinquemila copie impresse anche in edizione tascabile. La sua immediata e durevole popolarità contribuì a scalzare l'autorevolezza di un precedente testo di riferimento per i casi di stregoneria, l'antico Canon episcopi, datato secoli prima, che comunque non risultava rilevante ai fini della caccia alle streghe.
Il Malleus Maleficarum rimase, fino alla metà del XVII secolo, il più consultato manuale sulla caccia alle streghe, sia da parte degli inquisitori cattolici, sia dei giudici protestanti, poiché spiega proposizione per proposizione come comportarsi in ogni singola occasione. Nonostante l'enorme popolarità dell'opera, la sua credibilità e diffusione subirono un brusco arresto, quando l'Europa conobbe tra il 1520 e il 1560 un periodo di stasi nella caccia alle streghe, tanto che in alcune zone, fra cui possono citarsi i territori germanici, i processi diminuirono, per ragioni mai del tutto chiarite.
Gli storici propendono per tre motivi fondamentali: lo scetticismo delle classi colte e la posizione degli umanisti, che con le opere di Erasmo da Rotterdam, Andrea Alciato, Pietro Pomponazzi e Agrippa von Nettesheim cercarono di dimostrare che la magia non era necessariamente correlata con il satanismo, ma obbedisse a leggi naturali; lo spostamento dell'attenzione delle autorità ecclesiastiche verso la questione della Riforma protestante; il progressivo passaggio della competenza giurisdizionale dal clero al braccio secolare.
La nuova situazione portò a una perdita d'interesse per i trattati quattrocenteschi, tanto che il Malleus Maleficarum non ebbe alcuna ristampa tra il 1521 e il 1576. L'opera tornò ad avere grande impatto dopo il 1580, quando fu nuovamente ristampata assieme ad altri testi affini, dovendo la rinnovata fortuna anche alle basi teoriche poste da Thomas Erastus e Jean Bodin, che dettero nuovi incentivi alla caccia alle streghe.

## Contenuto
Il Malleus Maleficarum non è un trattato originale: consiste per lo più in una raccolta organizzata di credenze e di nozioni pregresse sul fenomeno della stregoneria, spesso estrapolate da testi più antichi, quali il Directorium inquisitorum di Nicolas Eymerich (1376) e il Formicarius di Johannes Nider. Non è privo di sfumature misogine: ci sono più streghe che stregoni, secondo gli autori, perché la donna è mas occasionatus ("un maschio mancato"). Un pensiero che vorrebbe essere aristotelico, che viene sostenuto, in maniera ridondante, attraverso citazioni continue di Aristotele, Sant'Agostino e di molti altri testi sacri.
Altre posizioni sono espresse senza argomentazioni, soprattutto quelle che, al tempo della pubblicazione, erano parte del comune sentire in materia di stregoneria: non deve sorprendere leggere di casi, in cui la condannata «andò a morte molto volentieri, affermando che, anche se avesse potuto essere liberata, avrebbe ugualmente prediletto la morte, pur di sfuggire al potere del diavolo».
Il libro è diviso in tre parti. La prima affronta la discussione sulla natura della stregoneria. Le donne, a causa della loro debolezza e a motivo del loro intelletto inferiore sono predisposte a cedere alle tentazioni di Satana. Il titolo stesso presenta la parola maleficarum (femminile) e gli autori dichiarano (erroneamente) che la parola femina (donna) deriva da fe + minus (fede minore). Alcuni degli atti confessati dalle streghe, quali ad esempio le trasformazioni in animali o mostri, sono mere illusioni indotte dal diavolo, mentre altre azioni, come ad esempio la possibilità di volare ai sabba, provocare una burrasca o distruggere i raccolti sono possibili. Gli autori, inoltre, si soffermano sulla licenziosità dei rapporti sessuali, che le streghe intratterrebbero con i demòni.
La seconda parte riprende molte posizioni espresse nella prima e le approfondisce (non senza citazioni dello stesso testo) nel tentativo di far comprendere «il modo di fare le stregonerie e il modo in cui si possono facilmente eliminare».
L'ultima parte si occupa di fornire istruzioni pratiche sulla cattura, il processo, la detenzione e l'eliminazione delle streghe. Si discute di quanta fiducia si debba riporre nelle dichiarazioni dei testimoni, che frequentemente accusano per invidia e malizia; tuttavia gli autori considerano i pettegolezzi pubblici sufficienti a condurre una persona al processo e trovano che, anzi, una difesa troppo vigorosa da parte del difensore è prova del fatto che anche quest'ultimo è stregato. Il manuale fornisce indicazioni su come evitare che le autorità siano soggette alla stregoneria e rassicura i lettori sul fatto che, in quanto rappresentanti di Dio, i giudici sono immuni dai poteri delle streghe.
Largo spazio è dedicato all'illustrazione di tecniche di estorsione delle confessioni e alla pratica della tortura durante gli interrogatori: in particolare è raccomandato l'uso del ferro infuocato per la rasatura dell'intero corpo delle accusate, al fine di trovare il famoso stigma diaboli, che ne proverebbe la colpevolezza.

## Edizioni
- Heinrich Institor (Krämer), Jakob Sprenger, Malleus Malleficarum, Strasburgo, 1486-1487
- Jacob Sprenger, Malleus maleficarum, vol. 1, Lugduni, sumptibus Claudii Bourgeat, sub signo Mercurij Galli, 1669.
- Il Martello delle streghe. La sessualità femminile nel 'transfert' degli inquisitori, traduzione italiana di Armando Verdiglione, Spirali, 2006 (I edizione 1985)
- Henrichi Institoris (Krämer), Iacobo Sprengero, Malleus Malleficarum, riproduzione dell'originale, Gruppo editoriale Castel Negrino, 2006